# Oak Ridge National Laboratory

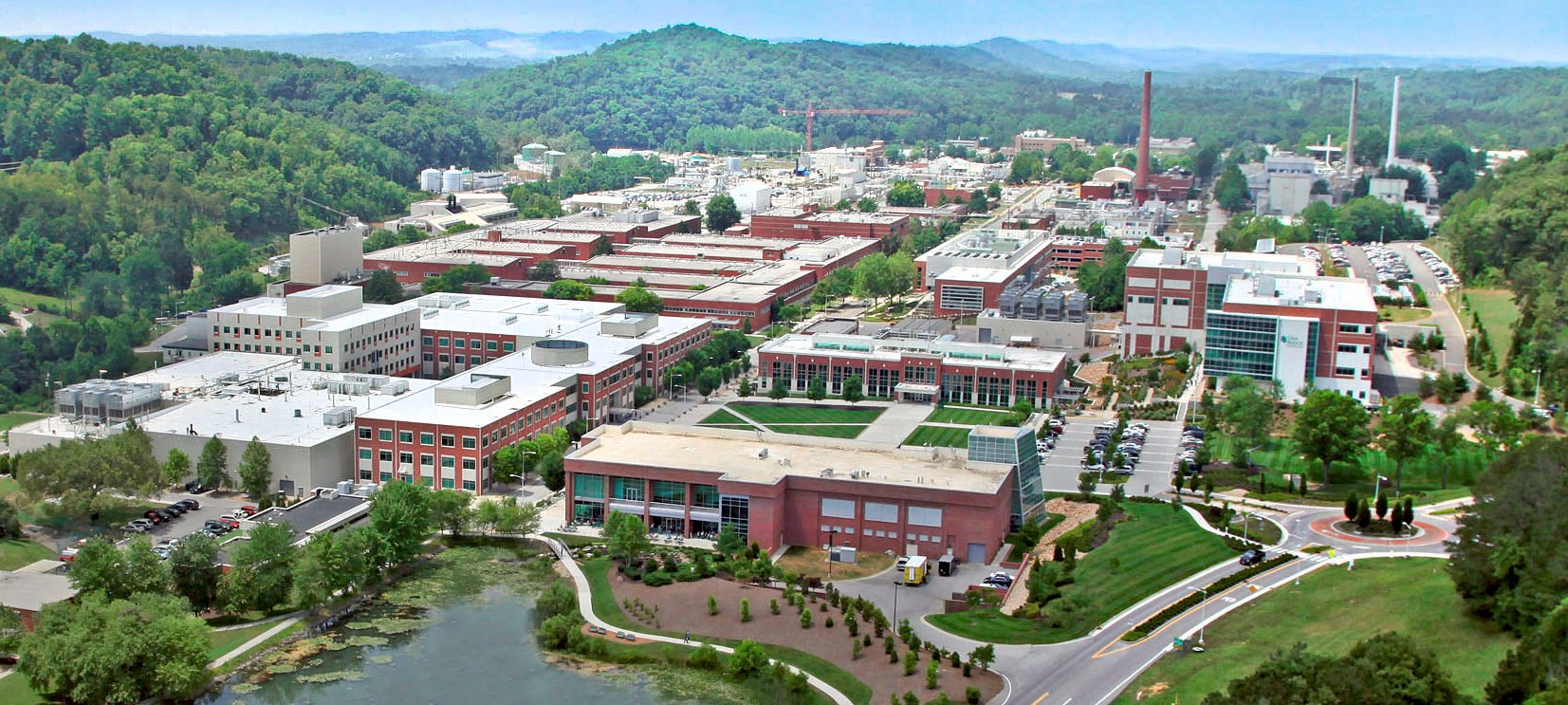
Oak Ridge National Laboratory (2014)

Oak Ridge National Laboratory (ORNL) – wieloprogramowe laboratorium finansowane przez Departament Energii Stanów Zjednoczonych. Znajduje się w Oak Ridge w stanie Tennessee. Jego roczny budżet wynosi ponad 1,4 miliarda dolarów. Zatrudnia ponad 4700 stałych pracowników. Znajduje się w nim między innymi Spallation Neutron Source – największe na świecie źródło neutronów – oraz superkomputery Summit i Titan – jedne z najszybszych komputerów świata.
Laboratorium było wcześniej nazywane Clinton Engineer Works albo Clinton, od miejscowości o tej samej nazwie.

## Historia
Oak Ridge National Laboratory powstało w 1943 roku. W czasie II wojny światowej było tajnym ośrodkiem badawczym i uczestniczyło w Projekcie Manhattan. Po wojnie laboratorium rozszerzyło swoją działalność na badania z zakresu biologii, medycyny, fizyki i inżynierii materiałowej. Powstały w nim pierwsze izotopy promieniotwórcze użyte w medycynie. Po powołaniu w 1977 roku Departamentu Energii USA, misja ORNL została poszerzona o badania w dziedzinie energetyki.